# Internationale Gartenbauausstellung 1963
De Internationale Gartenbauausstellung 63 was een internationale tuinbouwtentoonstelling in de Duitse stad Hamburg. De tentoonstelling was onderdeel van een reeks die al sinds 1865 in Duitsland werd georganiseerd. Het was wel de eerste Duitse en de tweede wereldwijd die werd erkend door het Bureau International des Expositions. De tentoonstelling werd gehouden in het Park Planten un Blomen, de aangrenzende botanische tuin en de terreinen van de voormalige Hamburger stadswallen (Wallanlagen) aan de oostkant van de binnenstad. De bezoekers konden gebruikmaken van een 1415 m lange kabelbaan tussen de zuidelijke ingang bij de Millerntor en de noordelijke ingang bij station Dammtor.